# Kümbet, Karlıova
Kümbet là một xã thuộc huyện Karlıova, tỉnh Bingöl, Thổ Nhĩ Kỳ. Dân số thời điểm năm 2010 là 418 người.